# NGC 30
NGC 30 је двојна звезда у сазвежђу Пегаз која се налази на NGC листи објеката дубоког неба.
Деклинација објекта је + 21° 58' 39" а ректасцензија 0h 10m 50,8s. Привидна величина (магнитуда) објекта NGC 30 износи 12,8.